# Морские камбалы
Морские камбалы (лат. Pleuronectes), — род лучепёрых рыб из семейства камбаловых. Глаза расположены на правой стороне тела. Максимальная общая длина тела у представителей разных видов варьирует от 30 до 100 см. Представители рода обитают в Северном Море, а также на севере Тихого и Атлантического океанов. Они безвредны для человека, не находятся в угрожаемом положении и являются объектами промысла.

## Виды
На май 2022 года в род включают 3 вида:
- Pleuronectes platessa — Морская камбала
- Pleuronectes putnami — Гологоловая камбала, или гладкая полярная камбала
- Pleuronectes quadrituberculatus — Жёлтая морская камбала, или желтобрюхая морская камбала, или четырёхбугорчатая камбала

## Галерея

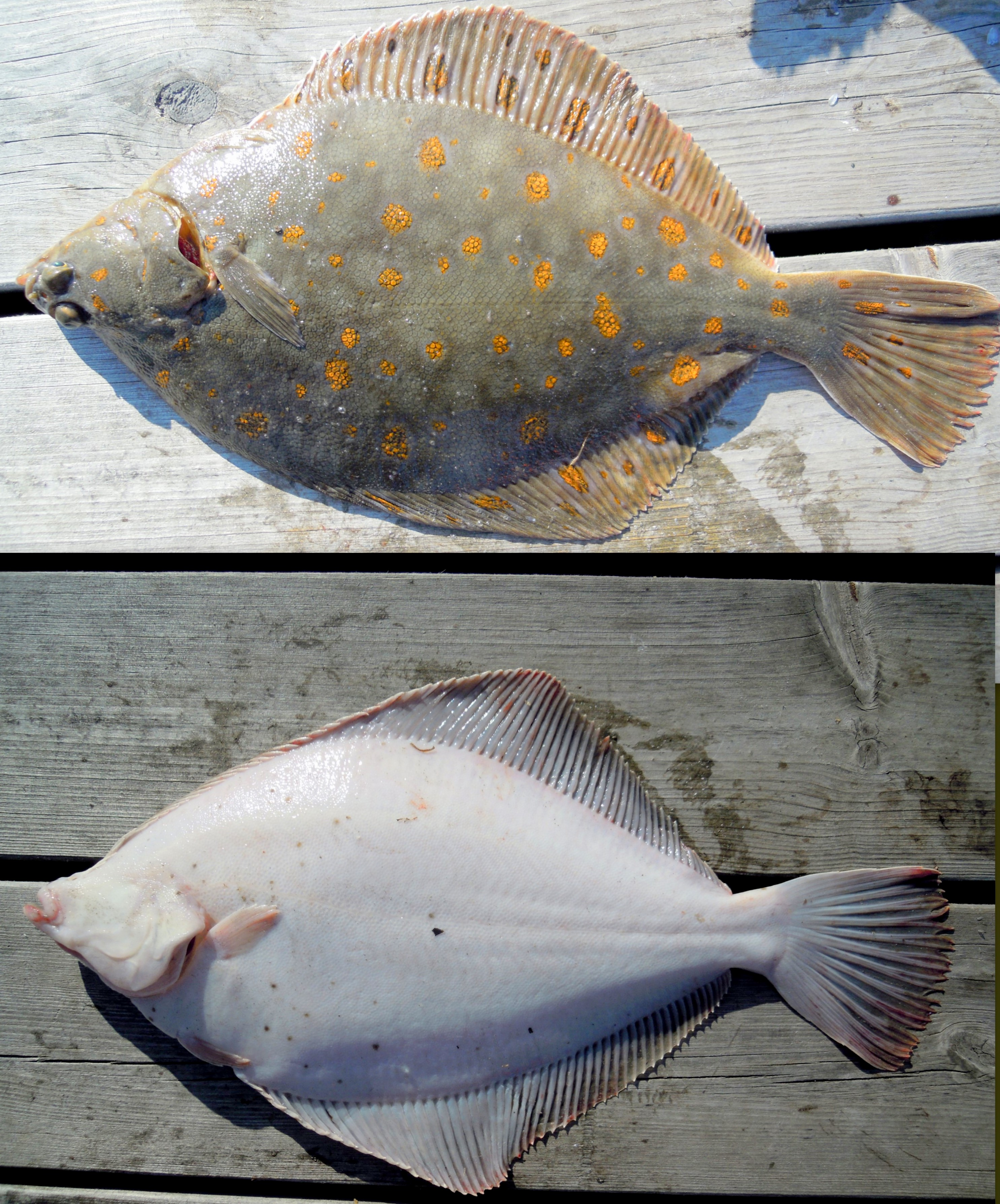
Pleuronectes platessa
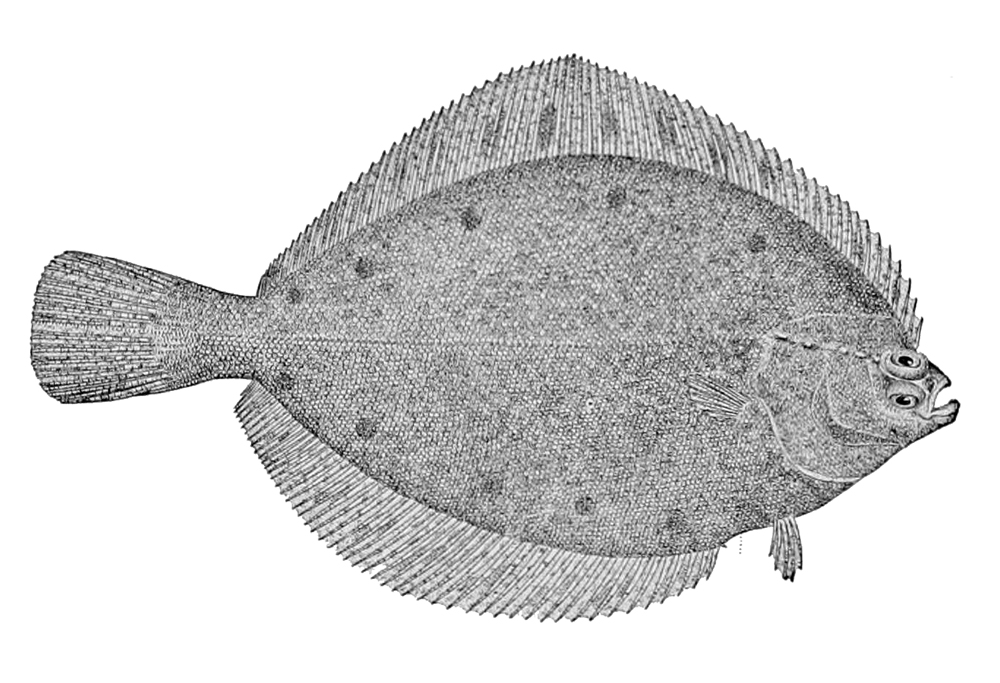
Pleuronectes quadrituberculatus